# Anastázie de Torby
Anastázie de Torby CBE (provdaná lady Anastázie Michajlovna Wernherová; 9. září 1892, Wiesbaden – 7. prosince 1977, Londýn) byla v Německu narozená rusko-britská aristokratka a majitelka plnokrevného dostihového koně Charlottown, vítěze Epsom Derby z roku 1966.

## Původ a rodina

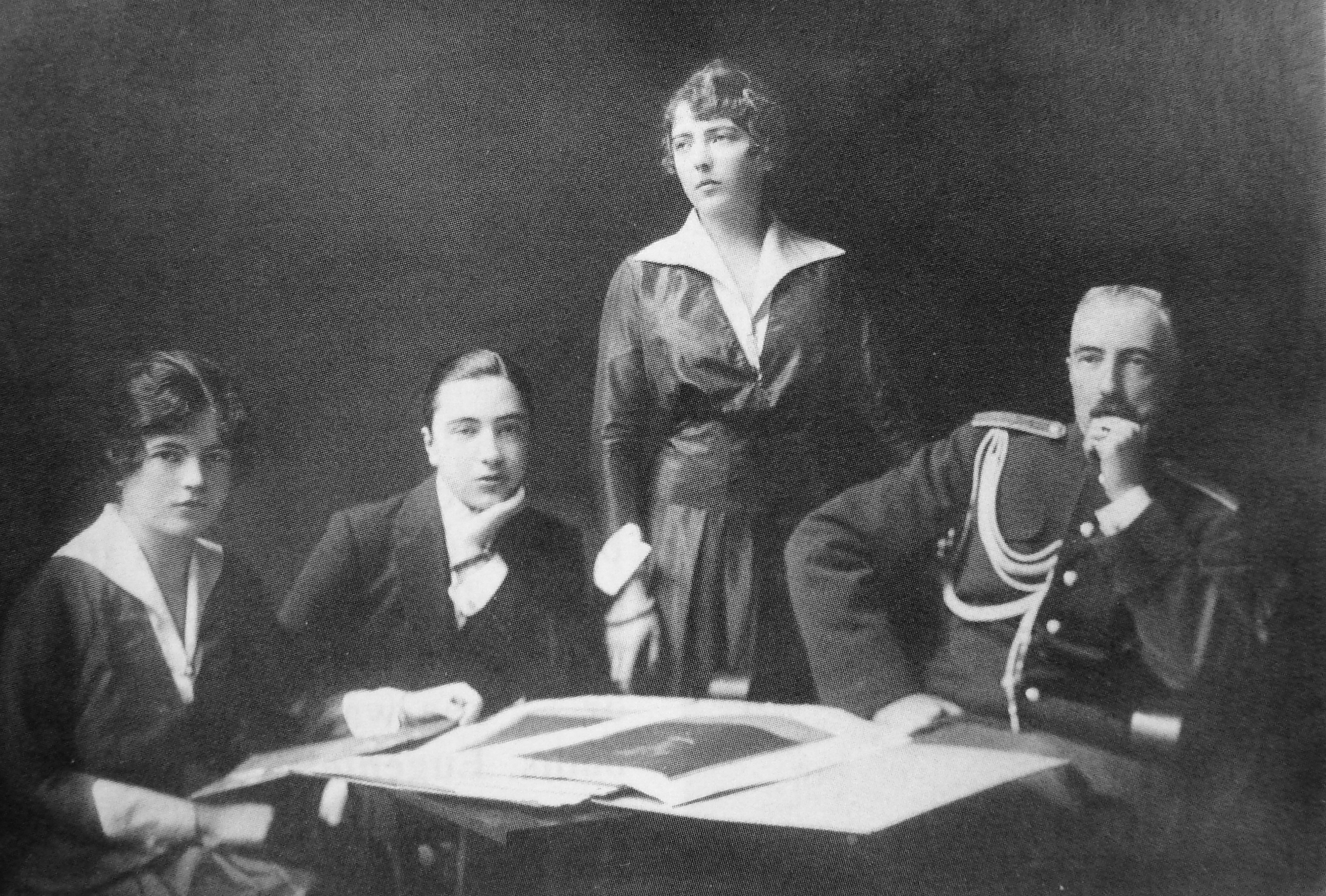
Velkokníže Michail Michajlovič Ruský (vpravo) se svými dětmi (zleva doprava) Naděždou, Michalem a Anastázií

Anastázie Michajlovna de Torby, známá jako Zia, se narodila 9. září ve Wiesbadenu jako nejstarší dcera velkoknížete Michaila Michajloviče Romanova, vnuka ruského cara Mikuláše I., a jeho morganatické manželky Sofie z Merenbergu. Její matka byla morganatickou dcerou prince Mikuláše Viléma Nasavského a Natálie Alexandrovny, dcery Alexandra Sergejeviče Puškina. Po útěku rodičů do Sanrema v roce 1891 a následnému vyhoštění z Ruska dostala Sofie od svého strýce Adolfa Lucemburského titul hraběnky de Torby. Kvůli nerovnému původu nemohla Zia zdědit postavení a titul svého otce, ale mohla zdědil lucemburský titul své matky. Měla dva mladší sourozence: sestru Naděždu, která se provdala za George Mountbattena, 2. markýze z Milford Havenu, a bratra Michala.
V roce 1900 se rodina přestěhovala do Anglie, kde si pronajala panský dům Keele Hall ve Staffordshire a v roce 1910 Kenwood House v Hampsteadu. Rodina také trávila část roku v Cannes.

## Manželství a potomci
20. července 1917 se čtyřiadvacetiletá Zia provdala za o rok mladšího Harolda Augusta Wernhera, druhého syna bohatého finančníka sira Julia Wernhera, 1. baroneta, který zbohatl na těžbě diamantů v jižní Africe. Pár byl oddán nejdříve při ruském pravoslavném obřadu v kapli ruské ambasády na Welbeck Street a pak při anglikánském obřadu v královské kapli v St James's Palace, kterého se účastnil i král Jiří V. s manželkou Marií. V září téhož roku král vydal královský rozkaz, kterým udělil Zie oslovení, titul, místo a přednost jako dceři hraběte. Od té doby byla známá jako lady Anastázie Michajlovna Wernherová, nebo běžněji jako lady Zia Wernherová.
Poté, co již zdědil svůj rodinný majetek a sídlo Luton Hoo, zdědil Harold po smrti svého bratra Derricka v roce 1948 také titul baroneta. Ziin otec ztratil většinu svého jmění během ruské revoluce a tak musel být finančně závislý na svém bohatém zeti. Mezi jejich další domy patřily Thorpe Lubenham v Northamptonshire, Someries House v Regent's Park a Downie Park v Angusu.
Zia měla s manželem tři děti:
- George Michael Alexander Wernher (22. srpna 1918 – 4. prosince 1942), kmotřenec krále Jiřího V., zabit při akci během druhé světové války
- Georgina Wernherová (17. října 1919 – 28. dubna 2011), poprvé se provdala za Harolda Phillipse, s nímž měla pět dětí, a podruhé za , sira George Kennarda, 3. baroneta, se kterým děti neměla
- Myra Alice Wernherová (18. března 1925 – 29. července 2022), provdala se za sira Davida Buttera, se kterým měla pět dětí

Mezi jejími potomky patří 7. vévoda z Westminsteru a právoplatní dědicové vévodství Abercorn a hrabství Dalhousie.

## Pozdější život

Závodní barvy lady Zii

Lady Zia byla úspěšnou majitelkou a chovatelkou plnokrevných závodních koní a majitelkou vítězů z let 1955 a 1966. Mezi nejlepší koně, kteří běhali v jejích barvách patřili Precipitation, Persian Gulf, Meld, který vyhrál Filly Triple Crown v roce 1955, a Charlottown, vítěze Epsom Derby z roku 1966. Rodina vlastnila hřebčíny Someries v Newmarketu a Blackhall v hrabství Kildare.
Během druhé světové války byla krajskou prezidentkou St John Ambulance Brigade v Leicestershire. Během války byl její syn zabit v akci, když sloužil u 17./21. kopiníků na tuniském tažení. Jejich londýnský domov Someries House byl poškozen při Blitzu a následně zdemolován.
Za svou službu u St John Ambulance byla v roce 1946 jmenována důstojnicí Řádu britského impéria. V roce 1956 byla za politickou a veřejnou službu v Bedfordshire jmenována komandérem řádu (CBE).
Wernherovi byli dlouhodobými přáteli královské rodiny, sdíleli jak předky, tak vášeň pro dostihy. Zia a její manžel byli považováni za „čestnou tetu a strýce“ prince Philipa Řeckého a Dánského, pozdějšího vévodu z Edinburghu, který byl synovcem a chráněncem jejich švagra, markýze z Milford Havenu. Alžběta II. a princ Philip často trávili výročí své svatby na Luton Hoo. Na podzim 1977 si Zia uvědomila, že nebude dost silná, aby hostila královský pár k jejich 30. výročí. Záležitost zařídila a nechala na svém vnukovi a jeho ženě, aby je hostili. Zemřela o několik týdnů později 6. prosince 1977 ve věku 85 let na 15 Grosvenor Square. Pohřeb se uskutečnil 10. prosince v kostele sv. Marie v Lutonu. Pohřbena byla v mauzoleu Wernherových na hřbitově Svaté Trojice v East Hyde, Bedfordshire.
Lady Zia Wernher School v Lutonu je pojmenována po ní.